# St. Veronika (Ziertheim)

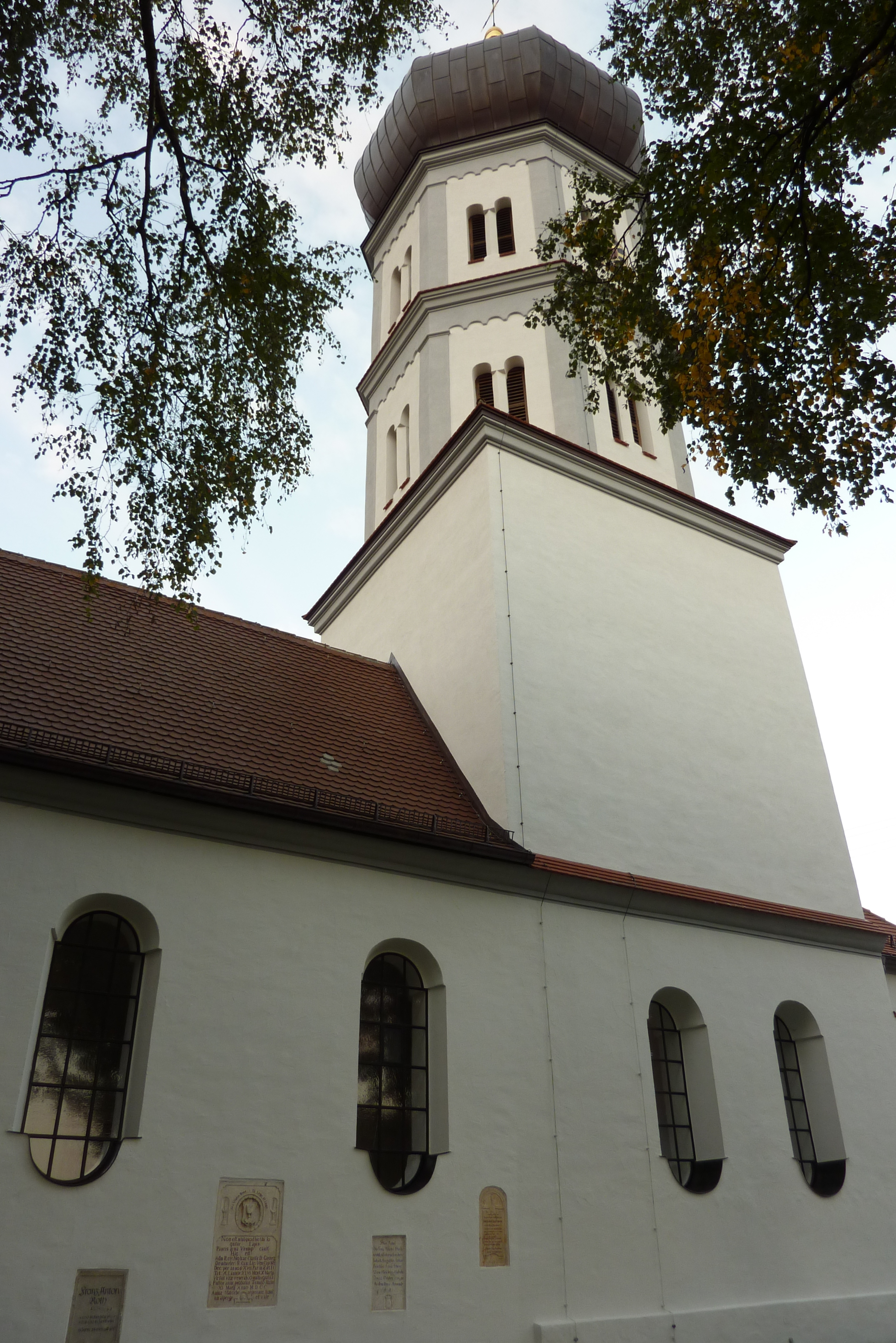
Kirche St. Veronika in Ziertheim

Die katholische Pfarrkirche St. Veronika in Ziertheim, einer Gemeinde  im schwäbischen Landkreis Dillingen an der Donau in Bayern, wurde Ende des 17. Jahrhunderts errichtet. Die Kirche an der Kirchstraße 8 ist ein geschütztes Baudenkmal.

## Geschichte
Die der heiligen Veronika geweihte Kirche wurde 1696 errichtet, 1789 erfolgte eine Erweiterung nach Westen. Im Jahr 1879 wurde östlich eine rechteckige Sakristei angebaut.

## Architektur
Der einschiffige Bau besitzt ein tonnengewölbtes Langhaus und einen quadratischen Chorturm, dessen Unterbau wohl aus dem 13. Jahrhundert stammt. Der oktogonale Aufbau des Turmes wurde 1695 errichtet und die Zwiebelhaube wurde 1800 aufgesetzt.

## Ausstattung

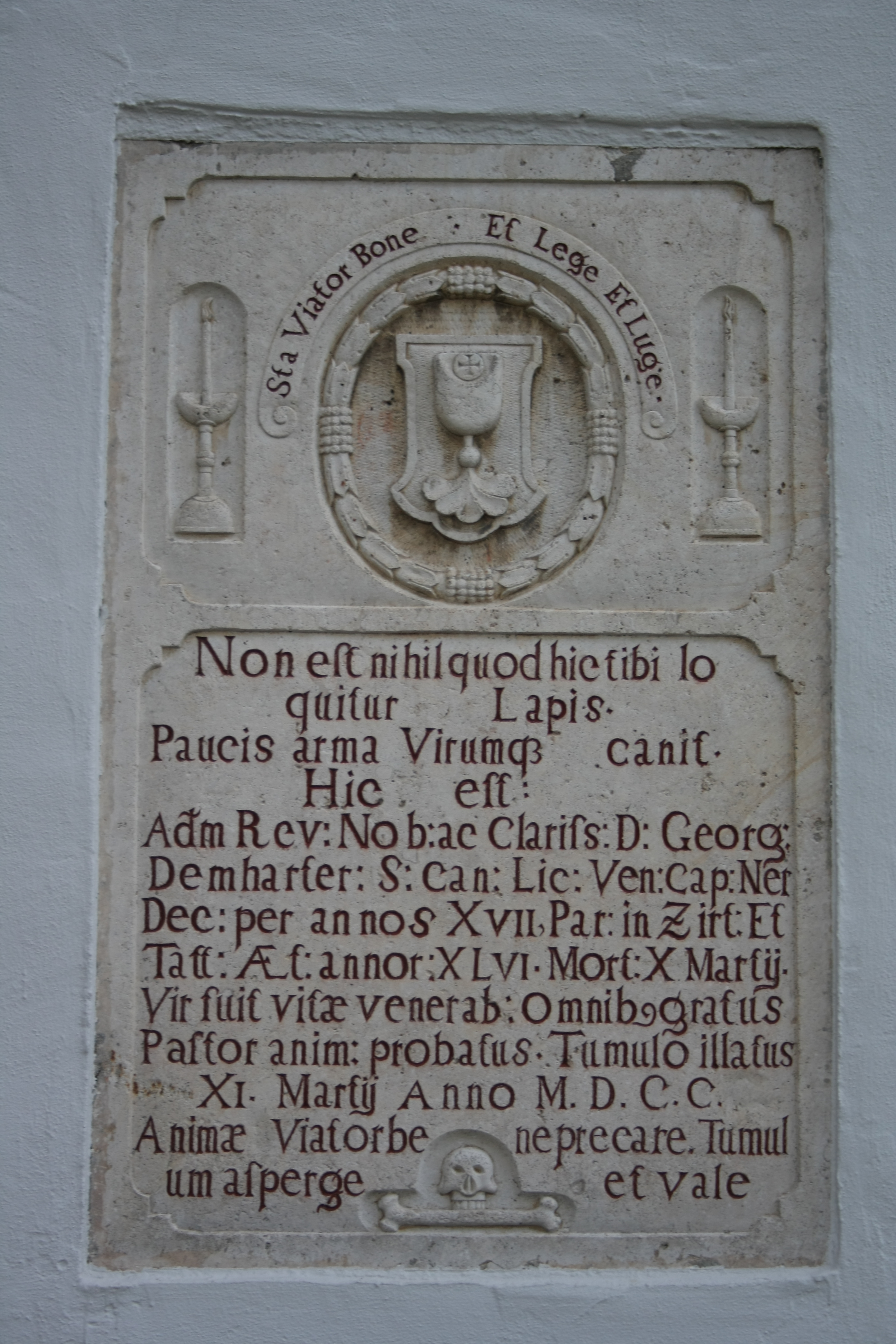
Grabplatte des Dekans Georg Demharter

Im Jahr 1876 wurden die barocken Altäre durch neuromanische ersetzt.
Die Figuren des heiligen Vitus und des heiligen Sebastian stammen von 1780/90 und werden Johann Michael Fischer zugeschrieben.
Das Taufbecken wurde Mitte des 17. Jahrhunderts geschaffen.

## Georg Demharter
Die Grabplatte des Dekans Georg Demharter ist einer von sechs Grabsteinen in der Kirche. Georg Demharter starb mit 46 Jahren am 10. März 1700. Im oberen Teil ist ein Kelch auf Tartsche in Lorbeerrahmen dargestellt. Das Spruchband wird von zwei Kerzenleuchtern und der untere Text von einem Totenschädel flankiert.